# Jo Bohnsack

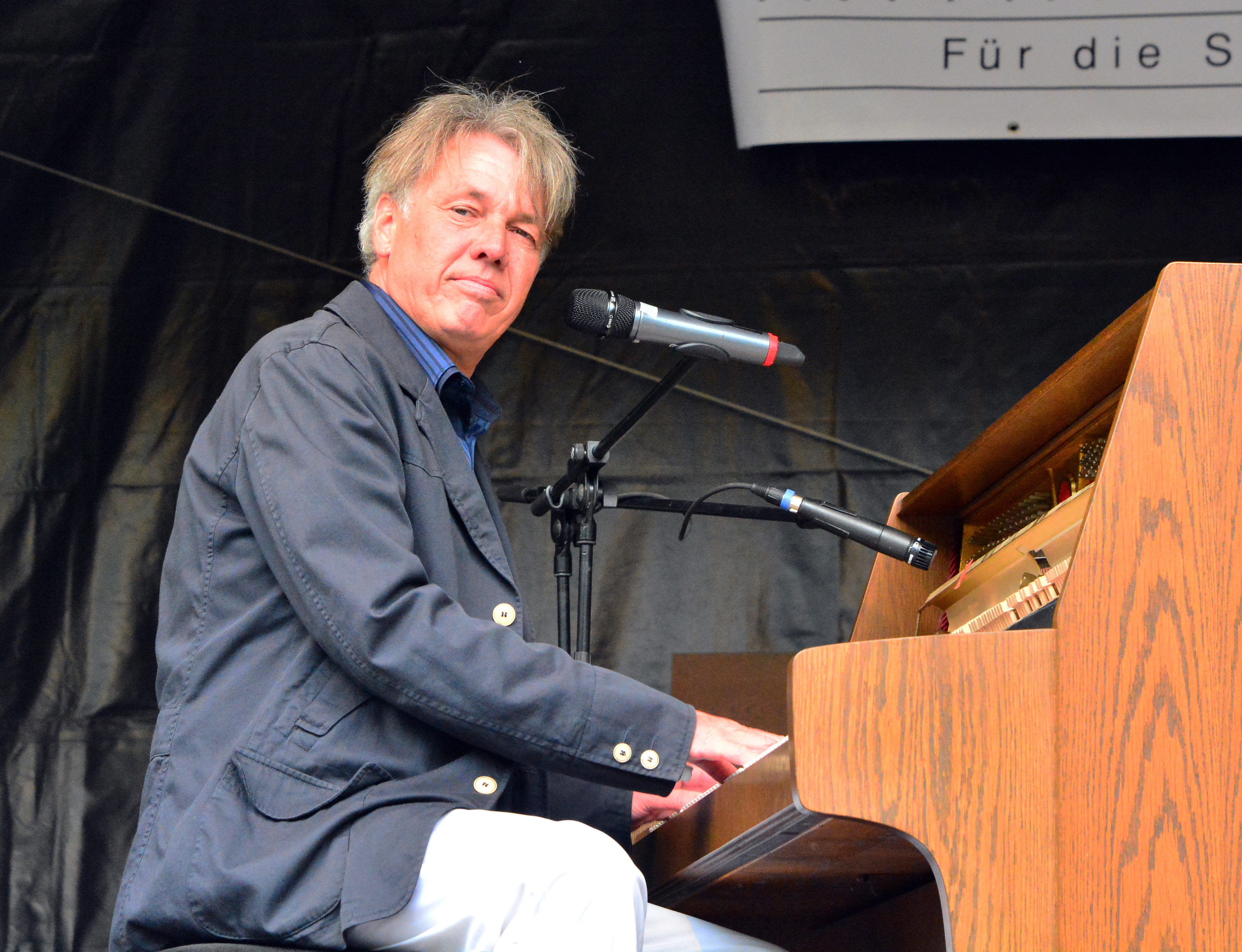
Jo Bohnsack beim Jazz ’n Roses Festival 2015 in Elmshorn

Jo Bohnsack (* 20. März 1960 in Westerland; † 25. Oktober 2024 ebenda) war ein deutscher Pianist des Blues und Boogie-Woogie.

## Leben und Wirken
Bohnsack gab 1978 erste Konzerte. Dann studierte er mit dem Hauptfach Klassisches Klavier an der Musikhochschule Hamburg; dabei schrieb er als erster in Deutschland seine Examensarbeit über die Entstehungsgeschichte des Boogie-Woogie in den USA.
1994 gründete Bohnsack mit Axel Zwingenberger, Vince Weber und Joja Wendt die Hamburg-Boogie-Connection. Er konzertierte international mit Champion Jack Dupree. Später tourte er mit B. B. King. Auch jammte er mit Roy Hargrove, Albert King, Buddy Guy und Michel Petrucciani. Bohnsack absolvierte zahlreiche Fernsehauftritte im In- und Ausland. Konzerttourneen führten ihn auch nach Mexiko und Indonesien; zudem spielte er auf dem Jazz & Heritage Festival in New Orleans.
Er starb am 25. Oktober 2024 nach einer schweren Erkrankung im Alter von 64 Jahren in Westerland.

## Preise und Auszeichnungen
Das North Sea Jazz Festival ehrte Bohnsack als „Piano-Giant“. 2005 wurde er in den Olymp der Steinway-Künstler aufgenommen.

## Diskographische Hinweise
- Boogie in a Nice Place (1989)
- Bootleg Boogie Live (1991, mit Champion Jack Dupree und Janice Harrington)
- Blues Sky (1998)
- Summertime Live (2000)
- EuroBoogie (2001)
- A Tribute to My Heroes (2004)